# 芬克效应
芬克效应（英語：Fink effect）氧化亚氮气体又称笑气，现用作外科和牙科的麻醉剂。麻醉结束后，大量氧化亚氮从病人体内扩散到他的肺泡比其它气体由肺泡扩散出来的速度快，这样，可使肺泡内氧气的浓度降低而可能引起缺氧，这种效应称为芬克效应。又称“扩散缺氧”效应。伯纳德·雷蒙·芬克于1955年首次提出解析这种效应。
当病人出现这种效应时，病房内必须补充氧气，以防病人缺氧。